# Bandeira de Maceió
A bandeira de Maceió é um dos símbolos oficiais do município de Maceió, capital do estado brasileiro de Alagoas. Foi sancionada em 29 de maio de 1962 pela Lei Municipal nº 868. Seu desenho buscar reforçar as cores e formas do brasão de armas criado por Théo Brandão em 1957.
Consiste em um retângulo de proporção largura-comprimento de 7:10. A bandeira é dividida em três faixas horizontais de igual largura na seguinte sequência, a partir de cima: verde, branco e azul. A faixa branca busca representar a restinga característica da orla de Maceió, com suas areias brancas. A divisa ondulada na cor vermelha, simbolizando o riacho Salgadinho, que corta grande parte da cidade, que possui um aspecto barrento resultante do transporte de aluviões de suas margens. As faixas nas cores verde e azul aludem ao oceano Atlântico e à lagoa Mundaú, respectivamente. No centro há um disco branco contendo o brasão municipal.